# Conferenza di Monaco sulla sicurezza

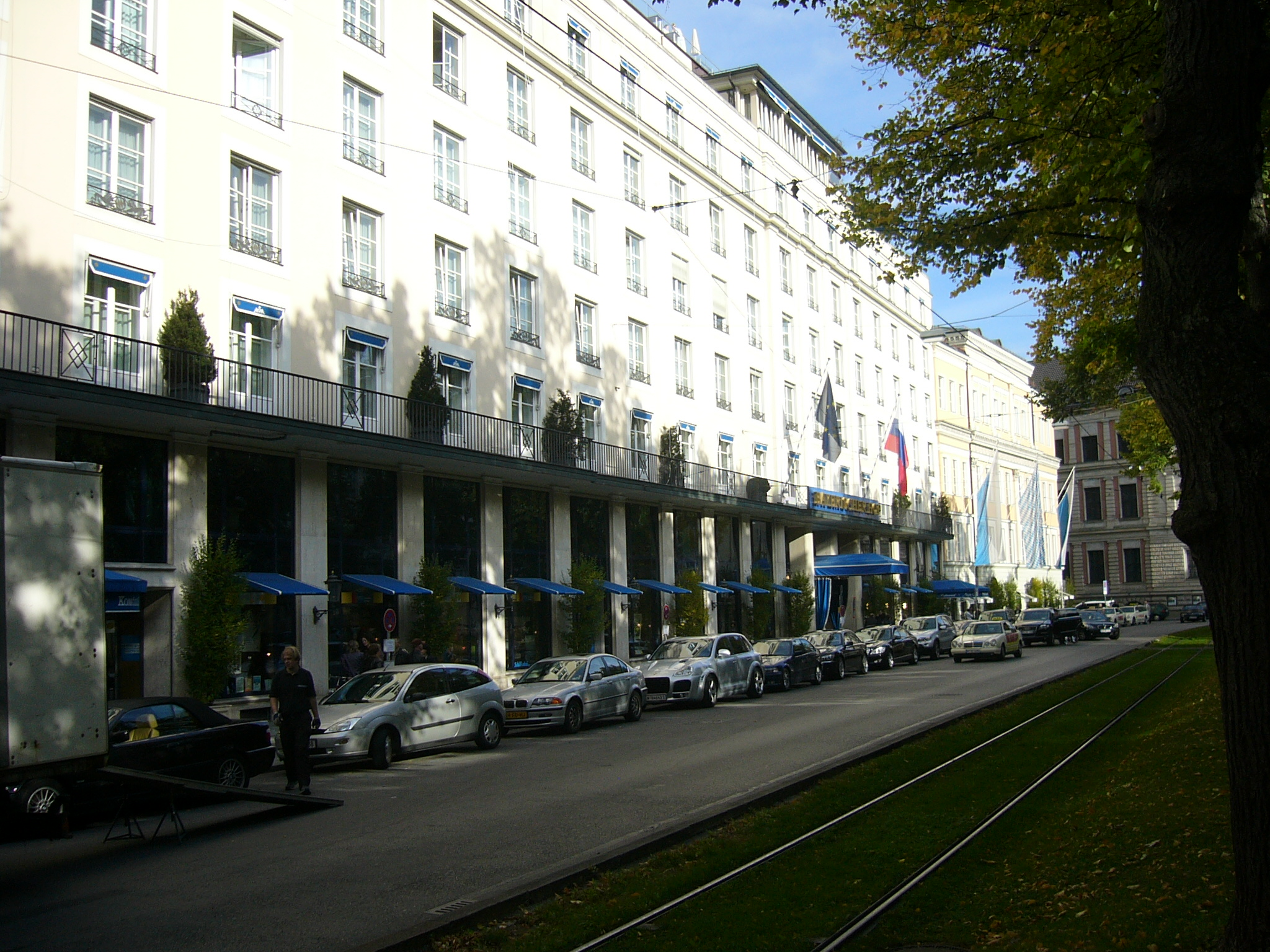
Hotel Bayerischer di Monaco di Baviera

La Conferenza di Monaco sulla sicurezza (Munich Security Conference, MSC) è una conferenza sulla politica di sicurezza internazionale che si tiene ogni anno a Monaco di Baviera dal 1963, su iniziativa dell'editore tedesco Ewald-Heinrich von Kleist-Schmenzin. Sino al 2008 era denominata Conferenza di Monaco sulla politica di sicurezza (Munich Conference on Security Policy), il suo motto è: «La pace attraverso il dialogo» (Peace through Dialogue). È il più grande raduno al mondo nel suo genere.
Nel corso dei decenni la Conferenza di Monaco sulla sicurezza ha consentito e consente ai suoi partecipanti di avere scambi informali sulla politica estera e sulle questioni di sicurezza in Europa e nel mondo.
L'elenco dei partecipanti, provenienti da tutto il mondo, comprende capi di Stato, di governo e di organizzazioni internazionali, ministri, parlamentari, rappresentanti di alto livello delle forze armate, della scienza, della società civile, dell'economia e dei media.
La Conferenza si tiene ogni anno nel mese di febbraio presso l'Hotel Bayerischer di Monaco di Baviera, in Germania.

## Storia
Costituita nel 1963 come Incontro internazionale di scienza militare (Internationale Wehrkundebegegnung), Conferenza di Monaco scientifica-militare (Münchner Wehrkundetagung, 1964-1991), Conferenza di Monaco sulla politica di sicurezza (1992-2008) e dal 2009 Conferenza di Monaco sulla sicurezza.
È stata fondata nel 1963 da Ewald-Heinrich von Kleist-Schmenzin per prevenire in futuro conflitti militari come la Seconda guerra mondiale e per questo riunisce leader ed esperti mondiali in politica di sicurezza. Il primo incontro era limitato a circa 60 partecipanti; tra loro c'erano Helmut Schmidt e Henry Kissinger.
Von Kleist ha presieduto le conferenze sino al 1997. Il suo successore, che ha presieduto le conferenze dal 1999 al 2008, è stato Horst Teltschik, ex consigliere per gli affari esteri e la sicurezza del cancelliere Helmut Kohl.
Dal 2009 le conferenze sono state presiedute dall'ambasciatore Wolfgang Ischinger, sino a quando l'ambasciatore Christoph Heusgen ha assunto la carica nel febbraio 2022, subito dopo la 58ª Conferenza.
Nel 2011 Ischinger ha costituito la Münchner Sicherheitskonferenz gGmbH (Conferenza di Monaco sulla sicurezza) come società senza scopo di lucro.
Nel 2018 la società è stata incorporata nella Fondazione MSC, con una dotazione di contributi del governo tedesco e di altri grandi donatori. I finanziamenti sono aumentati da meno di 1 milione di euro di finanziamenti pubblici nel 2008 a circa 10 milioni di euro di finanziamenti, prevalentemente privati, nel 2022.
La Conferenza di Monaco sulla sicurezza è stata annullata due volte: nel 1991 a causa della prima guerra del Golfo e nel 1997 a seguito del ritiro di Kleist-Schmenzin.
Dal 1999, sotto la guida di Teltschik, la Conferenza ha ospitato anche i leader politici, militari ed economici dell'Europa centrale e orientale, come pure dell'India, del Giappone e della Repubblica popolare cinese.
Nel 2021 si è tenuta in videoconferenza per le precauzioni sanitarie dovute alla pandemia di COVID-19.
La Conferenza è organizzata privatamente e quindi non è un evento governativo ufficiale. Viene utilizzata esclusivamente per i confronti, non esiste un'autorizzazione per decisioni intergovernative vincolanti. Inoltre, contrariamente a quanto avviene nelle altre conferenze, non esiste un comunicato finale comune. L'incontro ad alto livello viene utilizzato anche per discrete discussioni dietro le quinte tra i partecipanti. Un'eccezione è la presentazione di decisioni politiche globali, come è avvenuto in occasione dello scambio degli strumenti di ratifica per l'accordo sul disarmo New START tra Hillary Clinton, segretario di Stato degli Stati Uniti d'America, e Sergej Lavrov, ministro degli affari esteri della Federazione Russa, che si è svolto nel corso della Conferenza sulla sicurezza nel 2011.

## Obiettivi
In un mondo globalizzato, caratterizzato da un crescente progresso tecnologico, le sfide per la pace e la sicurezza stanno diventando sempre più complesse. La Conferenza di Monaco sulla sicurezza affronta sia le questioni convenzionali che le preoccupazioni emergenti.
Le attività della Conferenza svolgono cinque aree programmatiche:
- Difesa. La politica di sicurezza transatlantica e la difesa europea sono tra i temi centrali della Conferenza, che mira ad avviare dibattiti su questi e altri aspetti chiave della politica di difesa e sicurezza globale.
- Ordine globale. Il Programma Ordine globale mira a promuovere dibattiti sul sistema internazionale, sui meccanismi di governance globale e sulla concorrenza sistemica, in un'epoca caratterizzata dal cambiamento nella distribuzione globale del potere e dall'indebolimento delle istituzioni internazionali.
- Sicurezza umana. Mentre gli Stati e le organizzazioni internazionali sono al centro della politica internazionale, la sicurezza delle persone deve essere ugualmente discussa e garantita. La Conferenza mira a facilitare un dibattito sulle sfide sanitarie, umanitarie e quant'altro per il benessere e i mezzi di sussistenza delle persone.
- Sostenibilità. Il Programma di sostenibilità mira a promuovere il dibattito sulle intersezioni tra governance, ambiente, sicurezza e prosperità.
- Tecnologia. La tecnologia pervade sempre più ogni aspetto del modo in cui gli Stati, le società e gli individui perseguono i propri interessi. La Conferenza mira a far avanzare il dibattito sulla regolamentazione, la governance e l'uso della tecnologia per promuovere la sicurezza e la cooperazione globale.

## Conferenze

### Conferenza del 2007
La 43ª Conferenza di Monaco sulla sicurezza si è tenuta dal 9 all'11 febbraio 2007. I temi della conferenza sono stati l'espansione della NATO verso est e il programma nucleare iraniano.
La conferenza del 2007 ha acquisito un significato storico per il duro discorso che il presidente russo Vladimir Putin ha tenuto il 10 febbraio. Putin dichiarò anche: "Forse ho frainteso il Ministro della Difesa italiano quando ha affermato che l'ONU, l'UE e la NATO sono le organizzazioni internazionali che possono legittimare l'uso della forza. Noi crediamo che solo l'ONU possa farlo".

### Conferenza del 2011
La 47ª Conferenza di Monaco sulla sicurezza si è tenuta dal 4 al 6 febbraio 2011 e si è occupata della rivoluzione egiziana e della primavera araba.
Il 5 febbraio, nel corso della Conferenza, è entrato in vigore il trattato New START con lo scambio degli strumenti di ratifica dell'accordo tra Hillary Clinton e Sergej Lavrov.

### Conferenza del 2014
La 50ª Conferenza di Monaco sulla sicurezza si è tenuta dal 31 gennaio al 2 febbraio 2014, con la partecipazione di 20 capi di Stato e di governo, 50 ministri degli esteri e della difesa e 90 delegazioni governative.
Uno dei temi dominanti della Conferenza sono state le manifestazioni dell'opposizione contro il governo in Ucraina, conosciute come Euromaidan. Nel corso dei lavori della Conferenza il segretario di Stato statunitense John Kerry ha promesso all'opposizione ucraina il sostegno dell'Occidente.
Il ministro degli esteri russo Sergej Lavrov ha accusato i paesi occidentali di sostenere la violenta rivolta in Ucraina, che stava andando fuori controllo. Il segretario generale della NATO Anders Fogh Rasmussen ha invece accusato la Russia di violare il diritto dell'Ucraina alla libera scelta delle alleanze.
Il politico ucraino Vitalij Klyčko ha accusato il governo dell'Ucraina, durante una tavola rotonda, di aver risposto con atti di terrore e violenza alle richieste dell'opposizione, chiedendo sostegno per i manifestanti.
Il ministro degli esteri ucraino Leonid Kožara ha respinto le accuse secondo cui la politica estera del suo paese sarebbe diretta contro l'Europa, poiché l'Ucraina fa geograficamente parte dell'Europa e ha anche un rapporto molto stretto con la Russia. Kožara ha inoltre dichiarato che l'Ucraina ha già soddisfatto le principali richieste dell'opposizione.
Durante la Conferenza Catherine Ashton, Alto rappresentante dell'Unione per gli affari esteri e la politica di sicurezza, ha avviato un'iniziativa di mediazione, invitando a partecipare le parti ucraine in conflitto e i ministri degli esteri dei principali paesi dell'Unione europea.
Il presidente della Confederazione svizzera Didier Burkhalter, in qualità di presidente pro tempore dell'Organizzazione per la sicurezza e la cooperazione in Europa, ha sottolineato l'offerta di mediazione dell'OSCE alle parti in conflitto in Ucraina.

### Conferenza del 2025
La 61ª Conferenza di Monaco sulla sicurezza si è tenuta dal 14 al 16 febbraio 2025, che ha avuto per tema la multipolarizzazione in linea con il rapporto precedentemente pubblicato della Conferenza sulla sicurezza di Monaco 2025.
Nel primo giorno della Conferenza è intervenuto il vicepresidente statunitense J. D. Vance: «c'è un nuovo sceriffo in città, sotto la guida di Donald Trump». Vance ha criticato gli organizzatori della Conferenza per aver «vietato i parlamentari che rappresentano i partiti populisti», aggiungendo che «non dobbiamo essere d'accordo con tutto o niente di quello che dice la gente. Ma quando i leader politici rappresentano una parte importante dell'elettorato, almeno spetta a noi dialogare con loro».
Le sue osservazioni secondo cui la libertà di parola in Europa è «in ritirata» sono state respinte dai vari rappresentanti europei: il cristiano-democratico tedesco Friedrich Merz ha criticato l'interferenza di Vance nelle elezioni tedesche, ha respinto l'accusa di Vance di un deficit di valori in Europa, affermando che la regolamentazione legale dell'incitamento all'odio e delle notizie false da parte di tribunali indipendenti è assolutamente appropriata; la liberal democratica tedesca Marie-Agnes Strack-Zimmermann ha definito il discorso di Vance una «bizzarra immersione intellettuale».

## Altri eventi
Oltre alla conferenza principale di febbraio, la Conferenza sulla sicurezza di Monaco organizza un gran numero di altri eventi.

### Incontri dei leader di Monaco
Dal 2009 si tengono ogni anno uno o due Munich Leaders Meetings in diverse capitali del mondo. Un numero limitato di partecipanti discute le attuali sfide di politica estera e di sicurezza con particolare attenzione a uno specifico contesto regionale. In precedenza questi incontri venivano chiamati "Core Group Meetings".

### Ritiri strategici di Monaco
Un gruppo selezionato di 30-50 esperti, leader e pensatori che si riuniscono in un ambiente privato e non pubblico per sviluppare raccomandazioni sulle più recenti sfide di politica di sicurezza.

### Tavole rotonde
Si svolgono regolarmente tavole rotonde con un numero variabile di partecipanti, sia nell'ambito di incontri ed eventi internazionali che come eventi a sé stanti. Diverse tavole rotonde possono essere organizzate sotto forma di "summit" e singole "conversazioni" possono essere tenute anche in forma virtuale. Le tematiche spaziano dalla politica di difesa europea alla sicurezza informatica e alle questioni di sicurezza umana.

### Consiglio per l'innovazione della sicurezza
Nel 2021 è stato istituito il MSC Security Innovation Board, che riunisce un gruppo di esperti dei settori della tecnologia e della politica di difesa per promuovere lo scambio di informazioni sull'innovazione nel campo della politica di sicurezza.

## Premi e reti

### Premio Ewald von Kleist
Dal 2009, il Premio Ewald von Kleist viene assegnato a persone che hanno dato un contributo speciale alla "pace e alla risoluzione dei conflitti". I vincitori ricevono una medaglia con la scritta "Pace attraverso il dialogo". I vincitori più recenti sono Jens Stoltenberg (2022), Finlandia e Svezia (2023) e Mia Amor Mottley e John F. Kerry (2024).

### Premio per la dissertazione John McCain
Dal 2019, le conferenze premiano una o due tesi di laurea in scienze politiche incentrate sulle relazioni transatlantiche. In memoria di John McCain, insieme ai partner della Munich School of Public Policy, del Geschwister Scholl Institute, della Bundeswehr University e del McCain Institute, il premio include la partecipazione agli eventi MSC e un premio in denaro fino a 10.000 euro.

### Giovani leader di Monaco
Ogni anno dal 2009, in collaborazione con la Fondazione Körber, il Munich Young Leaders Programme seleziona 25 giovani rappresentanti di istituzioni governative, parlamenti, think tank, media e aziende provenienti dalla Germania, dai Paesi membri e partner della NATO e da Paesi dell'Asia e del Medio Oriente come Munich Young Leaders. Oltre a un programma individuale, partecipano alle sessioni della Conferenza sulla sicurezza di Monaco. L'obiettivo è quello di coinvolgere la prossima generazione di responsabili nell'ambiente della conferenza. Gli ordini del giorno e gli elenchi dei partecipanti e dei relatori saranno pubblicati online per gli eventi.

### Programma Donne Parlamentari
Dalla Conferenza sulla sicurezza di Monaco 2023, il programma mette in contatto una nuova generazione di donne decisioniste del Bundestag tedesco e del Parlamento europeo. Un gruppo selezionato e trasversale di donne elette trascorre un anno a sviluppare nuove idee per la politica estera, di sicurezza e di sviluppo tedesca in vari formati.